# Antiblemma sterope
Antiblemma sterope är en fjärilsart som beskrevs av Stoll 1780. Antiblemma sterope ingår i släktet Antiblemma och familjen nattflyn. Inga underarter finns listade i Catalogue of Life.

## Bildgalleri

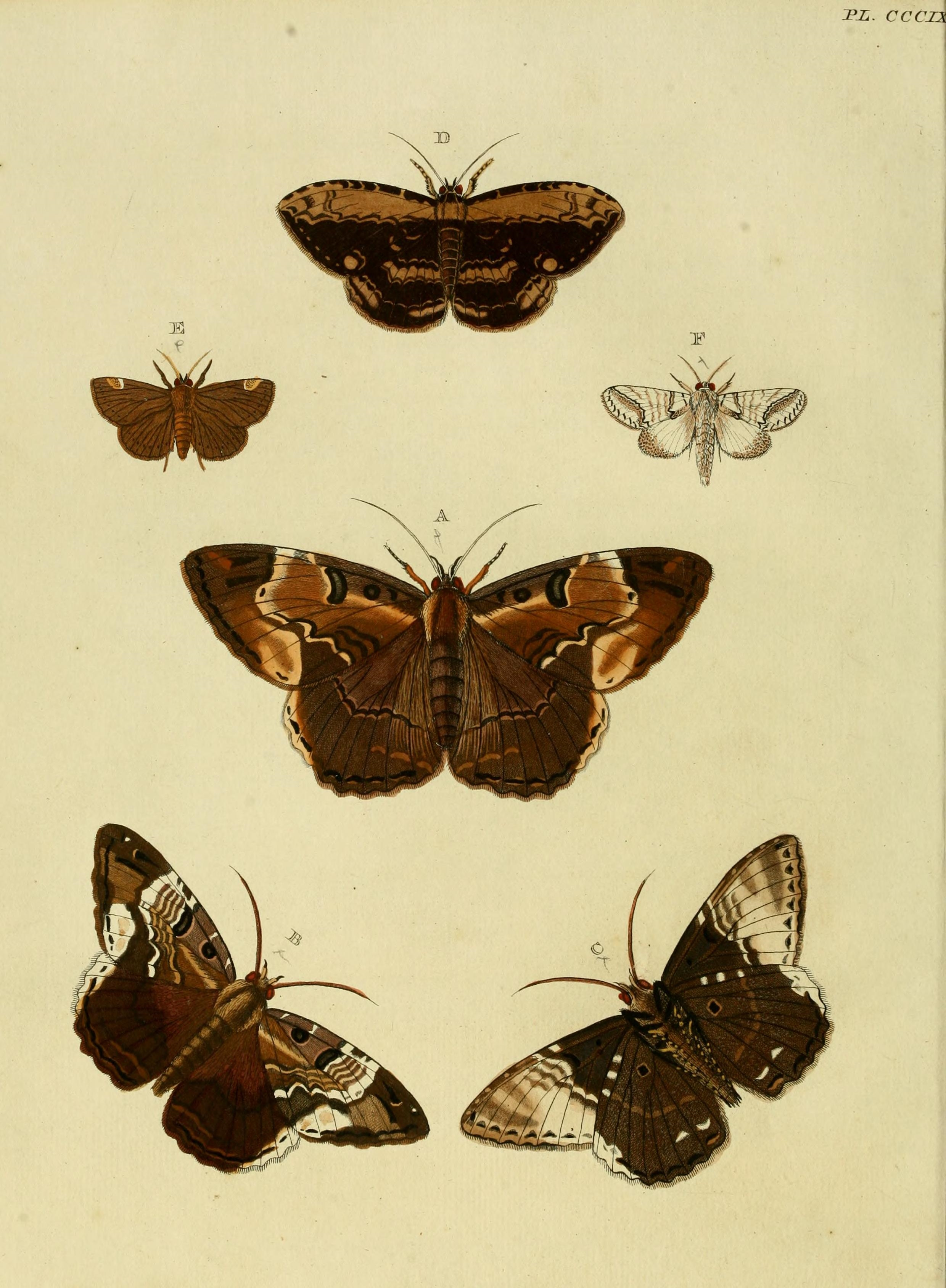
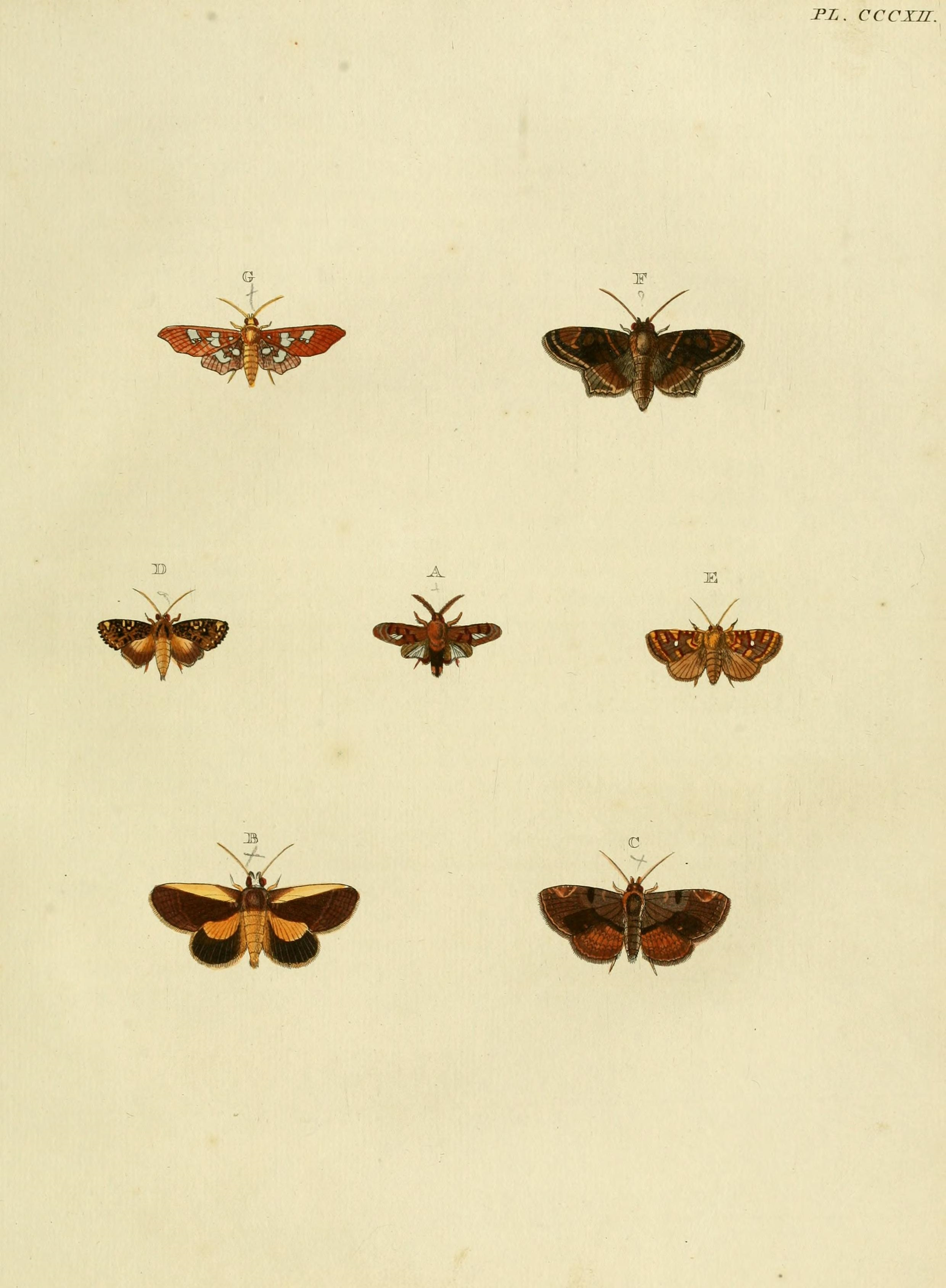